# オヒアレフア
オヒアレフアないしハワイフトモモ（ハワイ語: ʻōhiʻa lehua、英語: ohia lehua）はハワイ諸島に自生する灌木とその花で、フトモモ科オガサワラフトモモ属に属する。鮮やかな赤い花をつけるが、花冠ではなく多くの赤い雄蕊が集まったものである。特にハワイ島でよくレイに使われる。
ハワイの伝説で、火山の神ペレが青年オヒアに恋したが、オヒアにはすでにレフアと呼ばれる恋人がいたので拒絶したところ、ペレは怒ってオヒアを醜い木に変えたので、他の神々がレフアを憐れんでこの木に咲く美しい花にしたという。またオヒアレフアの花を摘むと、雨が降るという言い伝えもある。

## 参考
1. ↑   オヒアレフア[リンク切れ]
2. ↑  オヒアレフアの伝説